# میلوش تئودوسیچ
میلوش تئودوسیچ (سیریلیک صربی: Милош Теодосић؛ زادهٔ ۱۹ مارس ۱۹۸۷) یک بازیکن بسکتبال اهل صربستان است.